# Consortes (Burgos)
Consortes es una localidad del municipio burgalés de Valle de Manzanedo, en la Comunidad Autónoma de Castilla y León (España).

## Localidades limítrofes
Confina con las siguientes localidades:
- Al este con Peñalba de Manzanedo y Cueva de Manzanedo.
- Al sureste con Cidad de Ebro.
- Al sur con San Miguel de Cornezuelo.
- Al suroeste con Arreba.
- Al noroeste con Lándraves.

## Demografía
Evolución de la población
| Gráfica de evolución demográfica de Consortes entre 2000 y 2017    |
|                                                                    |
| Población de derecho (2000-2017) según el padrón municipal del INE |

## Historia
Así se describe a Consortes en el tomo VI del Diccionario geográfico-estadístico-histórico de España y sus posesiones de Ultramar, obra impulsada por Pascual Madoz a mediados del siglo XIX:

Lugar en la provincia, diócesis, audiencia territorial y capitanía general de Burgos (13 leguas), partido judicial de Villarcayo (2), ayuntamiento titulado del valle de Manzanedo; Situado en llano con buena ventilación y clima saludable. Tiene 20 casas, una iglesia bajo la advocación de San Pedro, servida por el cura párroco de San Miguel, y una fuente de buenas aunque escasas aguas. Confina el término N Peñalba; E con el río Landravejos; S San Miguel, y O Landraves. El terreno es parte arcilloso y parte delgado, dividiéndose en primera, segunda y tercera suerte, que producen de 5 a 8 por 1; lo baña el expresado río Landravejos que pasa a 80 varas del pueblo en dirección de N a S. Los caminos son de servidumbre en mediano estado. Producciones: trigo, centeno, cebada, maíz, legumbres y lino; ganado vacuno, lanar y cabrío; caza de liebres, perdices, zorros y lobos, y pesca de truchas y otros peces menores. Industria: la agrícola y un molino harinero. Comercio: extracción de ganados e importación de vino, aceite y ropa. Población: 8 vecinos, 30 almas. Capital productivo: 64.220 reales. Imponible: 6.331.
Diccionario geográfico-estadístico-histórico de España y sus posesiones de Ultramar